# Lina Romay (cantante)
María Elena "Lina" Romay (Brooklyn; 16 de enero de 1919 - Pasadena, 17 de diciembre de 2010) fue una actriz y cantante estadounidense de ascendencia mexicana.

## Biografía
Fue hija de Porfirio Romay, que por aquel entonces trabajaba en el consulado de México en Los Ángeles (California, Estados Unidos). Apareció en imagen real en los dibujos animados "Señor Droopy" (1949).
Actuó durante un tiempo con Xavier Cugat antes de retirarse. Falleció a la edad de 91 años, el 17 de diciembre de 2010, de causas naturales en un hospital de Pasadena, California, Estados Unidos.

## Filmografía
- 1942: You Were Never Lovelier
- 1944: Two Girls and a Sailor
- 1944: Bathing Beauty
- 1945: Week-End at the Waldorf
- 1945: Adventure
- 1946: Los romances de Andy Hardy
- 1947: This Time for Keeps
- 1949: The Big Wheel
- 1949: The Lady Takes a Sailor
- 1953: The Man Behind the Gun
- 1957: The Red Skelton Show